# Brevicella emarginata
Brevicella emarginata là một loài bướm đêm trong họ Crambidae.